# کلی شریدن
کلی شریدن (به انگلیسی: Kelly Sheridan) (زادهٔ ۱۹ می ۱۹۷۷ دراتاوا، کانادا) صداپیشه و بازیگر کانادایی است.

## زندگی‌نامه
«کلی شریدن» صداپیشهٔ نقش‌های زیادی در انیمیشن‌ها بوده‌است اما بیشتر به عنوان صداپیشه باربی شناخته شده‌است. او در اتاوا زاده شده‌است و در ونکوور بزرگ شده‌است. کلی از سن نوجوانی حرفهٔ صداپیشگی را شروع کرده‌است و در این حرفه حدود ۲۰ سال تجربه دارد. او در همهٔ سبک‌های دوبله مثل: انیمیشن، تبلیغات، رادیو و راوی داستان مهارت دارد.
کلی صداپیشهٔ باربی از سال ۲۰۰۱ تا ۲۰۱۰ در انیمیشن‌های باربی بوده‌است. اما در سال ۲۰۱۰ به دنبال تغییر سبک انیمیشن‌های باربی و تغییر شخصیت باربی صداپیشه دیگری برای این نقش انتخاب شد و در ۳ انیمیشن بعدی او صداپیشه باربی نبود تا اینکه در سال ۲۰۱۲ کلی دوباره در انیمیشن «افسانهٔ پری دریایی ۲» به نقش باربی برگشت. او همچنین صداپیشهٔ شخصیت «سانگو» در نسخه دوبله شدهٔ سری انیمیشن اینویاشا بوده‌است. کلی از آگوست ۲۰۰۵ عضو «تئاتر جینس» شده‌است.

## فیلم شناسی
انیمیشن‌های باربی
| سال  | فیلم                           | نقش                 |
| ---- | ------------------------------ | ------------------- |
| ۲۰۰۱ | فندق شکن                       | باربی/ کلارا        |
| ۲۰۰۲ | راپونزل                        | باربی/ راپونزل      |
| ۲۰۰۳ | دریاچه قو                      | باربی/ ادت          |
| ۲۰۰۴ | شاهزاده و گدا                  | پرنسس آنالیس/ اریکا |
| ۲۰۰۵ | سرزمین پریان                   | الینا               |
| ۲۰۰۵ | جادوی اسب بالدار               | پرنسس آنیکا         |
| ۲۰۰۶ | سرزمین پری دریایی              | الینا               |
| ۲۰۰۶ | خاطرات باربی                   | باربی               |
| ۲۰۰۶ | ۱۲ پرنسس رقصان                 | پرنسس جنی           |
| ۲۰۰۷ | سرزمین پریان: جادوی رنگین کمان | الینا               |
| ۲۰۰۷ | پرنسس جزیره                    | روسلا               |
| ۲۰۰۸ | مریپوسا                        | الینا               |
| ۲۰۰۸ | قصر الماس                      | باربی/ لیانا        |
| ۲۰۰۸ | سرود کریسمس                    | باربی               |
| ۲۰۰۹ | تامبلینا                       | باربی               |
| ۲۰۰۹ | باربی و ۳ تفنگدار              | کورین               |
| ۲۰۱۰ | افسانهٔ پری دریایی ۱            | مرلیا سامرز         |
| ۲۰۱۲ | افسانهٔ پری دریایی ۲            | مرلیا سامرز         |
| ۲۰۱۲ | پرنسس و پاپ استار              | پرنسس ویکتوریا      |
| ۲۰۱۳ | باربی و کفش‌های صورتی           | کریستین فارادی      |
| ۲۰۱۳ | مریپوسا و شاهزاده پریان        | مریپوسا             |